# Supra Singhal
Supra Singhal (nay là Supra Agarwal) (sinh ngày 2 tháng 3 năm 1982 tại Kampala) là một vận động viên bơi lội người Áo đã nghỉ hưu, chuyên về các sự kiện tự do chạy nước rút. Singhal cạnh tranh cho Uganda trong tự do 100 m nữ tại Olympic mùa hè 2000 tại Sydney. Cô đã nhận được một vé từ FINA, theo chương trình Đại học, trong thời gian nhập cảnh là 59,20. Cô đã thách đấu với bảy vận động viên bơi lội khác trong cơn nóng, bao gồm Maria Awori, 15 tuổi, người Kenya, Nathalie Lee Baw của Mauritius. Bước vào cuộc đua với thời gian hạt giống nhanh nhất, cô mờ dần xuống đoạn đường để nhặt hạt giống thứ sáu trong thời gian nghèo 1: 08,15. Bơi của Singhal cũng bị lu mờ bởi cơn sốt và bong gân cánh tay rút ngắn thời gian tập luyện và tập trung thích hợp. Singhal đã thất bại trong việc vào bán kết, khi cô đặt tổng cộng năm mươi giây trong vòng loại.
Trong sự nghiệp ban đầu của mình, Supra là nhà vô địch quốc gia ở Uganda trong 4 năm hoạt động từ 1996-2000. Cô cũng đã giành được 12 huy chương vàng trong Giải vô địch bơi lội Đông Phi được tổ chức tại Mombassa, Kenya năm 1997. Supra cũng đại diện cho Uganda tại Đại hội Thể thao Khối thịnh vượng chung ở Kuala Lumpur, Malaysia năm 1998. Supra tiếp tục là một trong những vận động viên bơi lội tài năng và thành công nhất đã đại diện cho môn bơi lội Ugandan.
Ngày nay, Supra sống ở New Delhi và cùng với chồng là Varun Agarwal, điều hành một chuỗi nhà hàng thành công ở Delhi có tên Not Just Paranthas (NJP).